# Hard Reset
Hard Reset je prvoosebna strelska videoigra poljskega razvijalskega studia Flying Wild Hog, ki je izšla septembra 2011 za Microsoft Windows.
Leta 2012 je izšla brezplačna razširitev Hard Reset: Exile za kupce izvirnika, skupaj sta bila odtlej naprodaj kot komplet Hard Reset: Extended Edition. Leta 2016 je izšla še remasterizirana različica Hard Reset Redux ob predelavah za PlayStation 4 in Xbox One, ki ima izboljšano grafično podobo in nova orožja ter sovražnike.

## Igranje
Hard Reset se zgleduje po klasičnih prvoosebnih strelskih igrah, kot sta Quake in Unreal, zaradi česar je bolj neposredna od sodobnic. Igralec med premikanjem po stopnjah pobira zaloge streliva, življenjske energije in ščitov, včasih skritih v prikritih delih stopnje, ki jih uporablja za boj proti množicam robotskih sovražnikov.
V igri sta samo dve orožji – energetsko in kinetično, vsak od katerih se lahko z nadgradnjami spremeni v različne podtipe. V boju so v pomoč tudi razni objekti, posejani po stopnjah, ki jih je možno razstreliti s strelom.
Izvirnik ima samo enoigralski način.

## Zgodba
Pri ustvarjanju zgodbe in sveta so se avtorji zgledovali predvsem po filmu Iztrebljevalec. Distopična zgodba o inteligentnih strojih, ki se namenijo nadzorovati celotno človeško znanje in spotoma skoraj iztrebijo človeštvo, postavi igralca v vlogo majorja Jamesa Fletcherja, kiborga v službi zasebne paravojaške organizacije CLN. Bezoar, zadnje človeško mesto, mora ubraniti pred valovi nasilnih robotov.

## Odziv
| Agregator  | Ocena                                  |
| ---------- | -------------------------------------- |
| Metacritic | (PC) 73/100 (PS4) 69/100 (XONE) 67/100 |

| Publikacija     | Ocena        |
| --------------- | ------------ |
| Destructoid     | (PC) 8/10    |
| Edge            | (PC) 4/10    |
| Game Informer   | (PC) 7.75/10 |
| GamePro         | (PC)         |
| GameSpot        | (PC) 7/10    |
| GameSpy         | (PC)         |
| GameTrailers    | (PC) 7.9/10  |
| GameZone        | (PC) 7.5/10  |
| IGN             | (PC) 7.5/10  |
| PC Gamer (UK)   | (PC) 58%     |
| PC PowerPlay    | (PC) 9/10    |
| The Telegraph   | (PC)         |
| VideoGamer.com  | (XOne) 7/10  |
| The Digital Fix | (XOne) 6/10  |

Obe različici sta sodeč po spletišču Metacritic dobili povprečne ocene recenzentov. Pisci so pohvalili grafiko in intenzivnost, primerljivo s podobnimi klasičnimi streljankami, kot je Serious Sam, manj odobravanja pa je požela zaradi razmeroma kratke dolžine, nekoliko enoličnih stopenj in težavnosti.